# As the World Turns
As the World Turns (w skrócie ATWT) – amerykański serial telewizyjny, emitowany od 2 kwietnia 1956 do 17 września 2010. Po zdjęciu z anteny w 2009 serialu Guiding Light stał się najdłuższą nadal emitowaną telewizyjną operą mydlaną na świecie. Z kolei po zdjęciu z anteny ATWT jest nią obecnie brytyjska Coronation Street, a spośród seriali amerykańskich – Szpital miejski (General Hospital).
ATWT był pierwszą amerykańską operą mydlaną, której odcinki trwały pół godziny (podobnie jak The Edge of Night, który zadebiutował tego samego dnia, miesiąca i roku). Od 1975 odcinki trwały 60 minut (wliczając reklamy). 12 maja 1995 wyemitowano 10000 odcinek serialu, 13000 odcinek wyemitowano 24 kwietnia 2007. Od 1958 do 1978 serial był najpopularniejszą operą mydlaną w USA. W kwietniu 2006 obchodził 50. rok emisji.
8 grudnia 2009 ogłoszono, że CBS nie przedłuży kontraktu serialu. Ostatni odcinek został wyemitowany 17 września 2010.

## Emisja na świecie
Holandia
ATWT było emitowane na kanale RTL 4 od 1990 do 22 lutego 2012. Oglądalność kształtowała się na poziomie 800 tysięcy widzów. W Holandii – odwrotnie niż w USA – serial ten miał wyższą widownię niż także emitowana w tym kraju Moda na sukces.
Bułgaria
Serial powrócił na antenę Bułgarii 8 kwietnia 2008, zaczynając od odcinków z 2004.
Albania
Serial jest pokazywany w telewizji Vizion+, zaczynając od odcinków z 2006.
Macedonia
ATWT jest emitowane od 15 grudnia 2008, od poniedziałku do piątku o godzinie 12.15 na kanale Sitel.

## Spin-off
5 maja 1965 serial doczekał się emitowanego w telewizji primetime spin-offu pt. Our Private World. Wyemitowano 38 odcinków. Ostatni z nich został nadany 10 września 1965.

## Obsada
Wielu z występujących w serialu aktorów pojawia się w nim od ponad 10 lat. Najdłużej grała aktorka Helen Wagner (zm. w maju 2010), wcielająca się w postać Nancy Hughes. Pojawiała się w serialu od pierwszego odcinka z 1956 do 5 kwietnia 2010. Helen była także osobą, która wypowiedziała w nim pierwsze słowa – Dzień dobry, kochanie. Co chciałbyś na śniadanie? Były one skierowane w stronę serialowego męża – Chrisa Hughes, granego przez Dona MacLaughlin. Aktor, który odtwarzał rolę Chrisa, zmarł w 1986 po 30 latach spędzonych na planie serialu. Aktorka Helen Wagner jest wpisana do księgi rekordów Guinnessa, jako osoba najdłużej wcielająca się w serialową postać (TV).
Trójka aktorów gra w serialu jeszcze od lat 60. Jednej z osób grającej w nim od tych lat nie ma aktualnie w głównej obsadzie (występuje gościnnie). Wśród osób będących w ATWT od ponad 30 lat przeważają kobiety. Don Hastings jest jedynym mężczyzną grającym w serialu od więcej niż 30 lat. Jest także jednym z najdłużej występujących aktorów. Zadebiutował w 1960, tak samo jak aktorka Eileen Fulton. Don Hastings wciela się w postać Boba Hughes, serialowego syna Nancy Hughes.
Aktorzy grający w ATWT od bardzo dawna rzadko w nim występują. Helen Wagner w ostatnich latach gry w serialu pojawiała się w nim bardzo rzadko.

### Aktualna obsada
| Aktor                   | Postać                  | Lata                 |
| ----------------------- | ----------------------- | -------------------- |
| Noelle Beck             | Lily Walsh Snyder       | 2008–2010            |
| Terri Conn              | Katie Peretti Snyder    | 1998–2010            |
| Daniel Cosgrove         | Christopher Hughes II   | 2010                 |
| Trent Dawson            | Henry Coleman           | 1999–2010            |
| Ellen Dolan             | Margo Montgomery Hughes | 1989–2010            |
| Eileen Fulton           | Lisa Miller Grimaldi    | 1960–2010            |
| Van Hansis              | Luke Snyder             | 2005–2010            |
| Don Hastings            | Bob Hughes              | 1960–2010            |
| Kathryn Hays            | Kim Sullivan Hughes     | 1972–2010            |
| Jon Hensley             | Holden Snyder           | 1985–1995, 1997–2010 |
| Scott Holmes            | Tom Hughes              | 1987–2010            |
| Roger Howarth           | Paul Ryan               | 2003–2010            |
| Elizabeth Hubbard       | Lucinda Walsh           | 1984–2010            |
| Jon Lindstrom           | Craig Montgomery        | 2008–2010            |
| Billy Magnussen         | Casey Hughes            | 2008–2010            |
| Grayson McCouch         | Dusty Donovan           | 2003–2010            |
| Kelley Menighan Hensley | Emily Stewart           | 1992–2010            |
| Michael Park            | Jack Snyder             | 1997–2010            |
| Vanessa Ray             | Teri Ciccone            | 2009–2010            |
| Marnie Schulenburg      | Alison Stewart          | 2007–2010            |
| Maura West              | Carly Tenney            | 1995–2010            |
| Marie Wilson            | Meg Snyder              | 2005–2010            |
| Colleen Zenk Pinter     | Barbara Ryan            | 1978–2010            |

### Gościnie występują
| Aktor                | Postać                 | Lata                 |
| -------------------- | ---------------------- | -------------------- |
| Evan Alex Cole       | Lyon Hunter            | 2009–2010            |
| Ewa Da Cruz          | Vienna Hyatt           | 2006–2010            |
| Valentina de Angelis | Faith Snyder           | 2010                 |
| Allie Gorenc         | Sage Snyder            | 2006–2010            |
| Bailey Harkins       | John "Johnny" Donovan  | 2009–2010            |
| Mick Hazen           | Parker Munson Snyder   | 2006–2010            |
| Lesli Kay            | Molly Conlan McKinnon  | 1997–2004, 2009–2010 |
| Ben Levin            | Gabriel                | 2010                 |
| Marie Masters        | Dr Susan Burke Stewart | 1968–1979, 1986–2010 |
| Kurt McKinney        | Ellis                  | 2010                 |
| Ernest Mingione      | Rocco Ciccone          | 2010                 |
| Isabella Palmieri    | Natalie Snyder         | 2009–2010            |
| Julie Pinson         | Janet Ciccone Snyder   | 2008–2010            |
| Eric Sheffer Stevens | Dr Reid Oliver         | 2010                 |
| Jake Silbermann      | Noah Mayer             | 2007–2010            |
| Kathleen Widdoes     | Emma Snyder            | 1985–2010            |
| Sarah Wilson         | Liberty Ciccone        | 2010                 |

### Zmarli członkowie obsady
| Aktor                  | Postać                     | Rok śmierci |
| ---------------------- | -------------------------- | ----------- |
| Barbara Berjer         | Claire English             | 2002        |
| Clarice Blackburn      | Marion Connolly            | 1995        |
| Anne Burr              | Claire English             | 2003        |
| Keith Charles          | Ralph Mitchell             | 2008        |
| Fran Carlon            | Julia Burke                | 1993        |
| Dennis Cooney          | Jay Stallings              | 2002        |
| Les Damon              | Jim Lowell                 | 1962        |
| Curt Dawson            | Ronnie Talbot              | 1985        |
| Henderson Forsythe     | Dr David Stewart           | 2006        |
| Conrad Fowkes          | Donald Hughes              | 2009        |
| Hugh Franklin          | Ralph Brown                | 1986        |
| Nicolette Goulet       | Casey Reynolds             | 2008        |
| Benjamin Hendrickson   | Hal Munson                 | 2006        |
| Laurence Hugo          | John Hughes                | 1994        |
| William Johnstone      | Judge James T. Lowell      | 1996        |
| Ed Kemmer              | D.A. Dick Martin           | 2004        |
| Will Lee               | Will "Pa" Hughes           | 1982        |
| William Le Messena     | Ambrose Bingham            | 1993        |
| Michael Louden         | Duke Kramer Dixon          | 2004        |
| Michael David Morrison | Caleb Snyder               | 1993        |
| Don MacLaughlin        | Chris Hughes               | 1986        |
| Santos Ortega          | Will "Pa" Hughes           | 1976        |
| Nancy Pinkerton        | Dorothy Connors            | 2010        |
| Nat Polen              | Dr Douglas Cassen          | 1981        |
| Leona Powers           | Thelma Turner              | 1970        |
| Keith Pruitt           | Frank Wendell              | 2008        |
| William Redfield       | Dr Tim Cole                | 1976        |
| Frances Reid           | Grace Baker                | 2010        |
| Ethel Remey            | Alma Miller                | 1979        |
| Dean Santoro           | Dr Paul Stewart            | 1987        |
| Helen Shields          | Edna Rice                  | 1963        |
| Roy Shuman             | Dr Michael Shea            | 1973        |
| Philip Sterling        | George Booth               | 1998        |
| Terri VandenBosch      | Frannie Hughes             | 2009        |
| Helen Wagner           | Nancy Hughes               | 2009        |
| Ruth Warrick           | Edith Hughes Frey          | 2005        |
| Gertrude Werner        | Claire English Cassen Shea | 1986        |
| Ronnie Welch           | Dr Robert "Bob" Hughes     | 1993        |
| Nancy Wickwire         | Claire English Cassen Shea | 1974        |
| Vince Williams         | Lamar Griffin              | 1996        |